# Kanton Sévérac-le-Château
Sévérac-le-Château is een voormalig kanton van het Franse departement Aveyron. Het kanton maakte deel uit van het arrondissement Millau. Op 22 maart 2015 werd het opgeheven bij toepassing van het decreet van 21 februari 2014. De gemeenten werden opgenomen in het nieuwe kanton Tarn et Causses. Op 1 januari 2016 fuseerden de gemeenten van het voormalige kanton tot de commune nouvelle Sévérac d'Aveyron.

## Gemeenten
Het kanton Sévérac-le-Château omvatte de volgende gemeenten:
- Buzeins
- Lapanouse
- Lavernhe
- Recoules-Prévinquières
- Sévérac-le-Château (hoofdplaats)